# Rejón

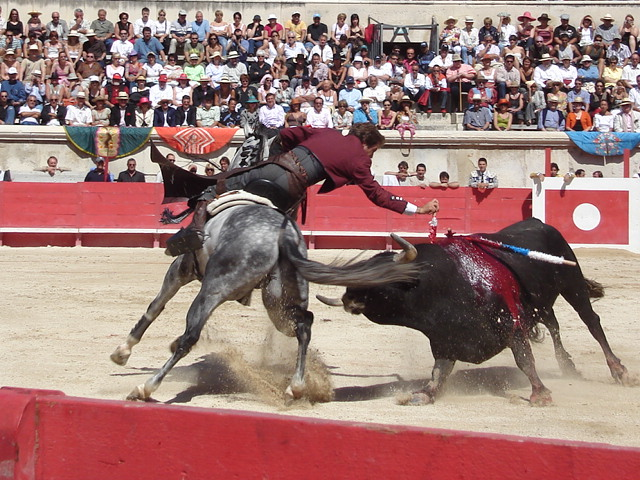
Corrida de rejones.

El rejón es un instrumento para torear a caballo consistente en una vara de madera de 1 a 1,5 metros de largo y rematado con una cuchilla de acero en la punta que utiliza el rejoneador, bien para banderillear al toro o bien para darle muerte. 
La cuchilla es lo que da el nombre actual al rejón, que antiguamente se denominaba también garrochón, en referencia a la vara de madera. El material y longitud de la vara y la forma y condición de la punta de hierro han variado a lo largo del tiempo y han sido objeto de tratamiento detallado por parte de los manuales de tauromaquia.
Durante la lidia, el rejoneador se luce colocando diversos rejones con adornos de tela sobre el dorso del toro, anclados en su piel. Hoy en día, el rejoneo no es una suerte como tal, como en el toreo antiguo, sino que constituye una lidia por sí misma (llamada corrida de rejones), con la misma estructura que las corridas de toreros a pie, en la cual se banderillea primero y se da muerte después al astado mediante el rejón de muerte (una espada larga elaborada como rejón). 